# Jules Simon
Jules Simon   (An Oriant, 27 de desembre de 1814 - París, 8 de juny de 1896) Jules François Simon Suisse va ser un filòsof i polític francès.

## Biografia

### Joventut
Jules Simon era fill d'un comerciant de teles del departament de Mosel·la, instal·lat a Bretanya. Va cursar els seus estudis secundaris en Vannes i Lorient on va col·laborar amb la revista Revue de Bretagne. En 1833 va ingressar a l'Escola Normal Superior de París, i una vegada conclosos els seus estudis superiors va ser professor de filosofia a Caen (1836) i a Versalles (1837). Es va doctorar en filosofia i se li va concedir la càtedra anteriorment ocupada per Victor Cousin a la universitat de La Sorbona, on les seves classes sobre els filòsofs grecs (en particular Plató i Aristòtil) tenien nombrosos seguidors. Al mateix temps era professor a l'Escola Normal Superior.
Sempre es va sentir temptat pel periodisme i en els anys 1840 va començar una llarga col·laboració amb la Revue des Deux Mondes. En 1847 va cofundar juntament amb antics companys de l'Escola Normal la revista filosòfica liberté de penser, i a partir de 1848 va ser el principal redactor del diari el National.

### Segona República
El 1847 es va presentar al costat dels republicans a les eleccions legislatives pel departament de Côtes-du-Nord, però no va aconseguir cap escó de diputat.
El 23 d'abril de 1848, al començament de la Segona República Francesa, fa ser escollit diputat a la Assemblea Constituent on va defensar la llibertat de consciència, l'ensenyament públic, la propietat privada i els bens públics, es va oposar tant a la influència creixent dels socialistes com dels legitimistes i del clergat. Quan la Assamblea Constituent va acabar la seva tasca el 1849, Jules Simon, no va ser elegit diputat a la Assemblea Legislativa. Va tornar a la seva càtedra a la Sorgona i a les seves conferències a la Escola Normal.

El 9 de desembre de 1851, després d'anunciar-se el referèndum on es refrendava el Cop d'Estat de Luis Napoleó Bonaparte, va pronunciar un discurs cèlebre que declarava
Senyors: Aquesta és una classe d'ètica, Avui no els donaré una classe sinó que donaré exemple: França ha estat convocada demà a uns comicis per a condemnar o aprovar els esdeveniments que acaben d'ocórrer. Si hi hagués només un únic vot de condemna, he vingut a dir-vos públicament que serà el meu.
L'endemà va ser acomiadat. Als pocs dies, com a professor de l'escola Normal Superior es va negar a prestar jurament a Napoleó III i va ser suspès.

### Segon Imperi
En els anys següents Jules Simon va viure, igual que un bon nombre de polítics i intel·lectuals francesos, un exili interior de 12 anys durant què es va dedicar a publicar obres filosòfiques. Va mantenir estrets contactes amb els exiliats a l'estranger, en la seva majoria a Anglaterra i a Bèlgica on va donar conferències en les principals ciutats. L'editorial Hachette li va contractar per a dirigir col·leccions. En 1854 va publicar Le devoir, sobre la llibertat i la independència de pensament com deure personal. En 1856, en la seva obra La religion naturelle professa un deisme per sobre de les confessions religioses i critica la intromissió de l'Església Catòlica en els assumptes de l'Estat.
En 1863, quan el règim comença a alleujar la repressió política i intel·lectual, Jules Simon va ingressar en l'Acadèmia de Ciències Morals i Polítiques. El mateix any, el seu amic Jules Favre li va incitar a reprendre la seva activitat política: va ser elegit diputat pel VIII Districte de París en l'Assemblea Nacional on es va convertir en un dels oradors republicans més canviats de nom i aclamats. Va defensar mesures a favor de la llibertat de premsa i per a regular el treball de les dones, va demanar subvencions per a l'ensenyament primari públic i allotjaments dignes per als obrers, i va reclamar la separació de l'Església i de l'Estat. Reelegit en 1869 per París i Bordeus, va optar per aquest últim escó cedint el de París a Emmanuel Aragó. En aquesta legislatura va defensar mesures per a liberalitzar el comerç exterior i va proposar l'abolició de la pena de mort en un cèlebre discurs que li va valer els elogis del seu amic Victor Hugo. Va votar en contra de la guerra contra Prússia.

### Tercera República
Després de la derrota de Sedan i la caiguda del Segon Imperi al setembre de 1870, Jules Simon va ser membre del govern de defensa nacional constituït per l'Assemblea Nacional que acabava de proclamar la República. Es va oposar a Gambetta que proposava la inelegibilitat dels funcionaris i militars del Segon Imperi. En les eleccions generals del 8 de febrer de 1871, va ser elegit diputat i el mateix mes va entrar a formar part del primer gabinet de Adolphe Thiers a Bordeus, com a ministre d'Educació. Va defensar mesures de millora de l'ensenyament públic enfrontant-se a l'oposició dels monàrquics. L'abril del 1873, un discurs seu que atribuïa només a Thiers el mèrit de l'alliberament del territori francès ocupat per les tropes prussianes va provocar tantes queixes que es va veure obligat a dimitir del seu lloc ministerial.
Sota la prefectura d'Estat de Mac-Mahon, va prosseguir amb la seva labor en l'Assemblea on es va pronunciar en contra de la dimissió de Thiers com a president del Consell (Primer Ministre) i en contra del nomenament del monàrquic Albert de Broglie en aquest mateix lloc en contra de la majoria de l'Assemblea. En 1875, va donar suport a l'aprovació de les lleis constitucionals que van fundar el marc jurídic de la República, però es va abstenir sobre l'abrogació de les lleis d'exili per als membres de la Comuna de París condemnats. El 16 de desembre de 1876, va ser elegit senador inamovible per l'Assemblea Nacional, i el mateix dia va ser nomenat membre de l'Acadèmia francesa.
El 12 de desembre de 1876, el president Mac-Mahon li va encomanar la formació d'un nou govern que Jules Simon va presentar davant l'Assemblea declarant-se "profundament republicà i profundament conservador". Als pocs mesos, el 17 de maig de 1877, va dimitir per discrepàncies amb el cap de l'Estat i es va mantenir els anys següents, segons les seves pròpies paraules, "en una retirada estudiada". El mateix any va ser l'impulsor de la creació del llibre de família.
En 1880 va votar en contra de l'amnistia dels Comuners i va criticar les lleis restrictives sobre l'establiment de les congregacions religioses. En 1881 va proposar, en la llei sobre l'obligatorietat i el laïcisme de l'ensenyament primari, que se substituïssin les paraules "instrucció moral i cívica" per "ensenyament dels deures amb Déu i la pàtria", sense èxit. Va recolzar en 1883 la llei sobre el dret d'associació, i es va oposar al restabliment del divorci en 1885. Va secundar també la condemna de la temptativa de cop d'Estat monàrquic del general Boulanger.
En els seus últims anys com a parlamentari es va dedicar a defensar qüestions socials i temes relatius a l'educació. Va participar activament en la reglamentació de l'ensenyament universitari i en l'organització d'examens en l'ensenyament en general. Va treballar en la regulació del treball de les dones i dels nens, exigint que les dones no treballessin durant el mes següent al part. També va demanar que es dignifiqués l'ensenyament de les labors domèstiques per a les noies a les escoles.

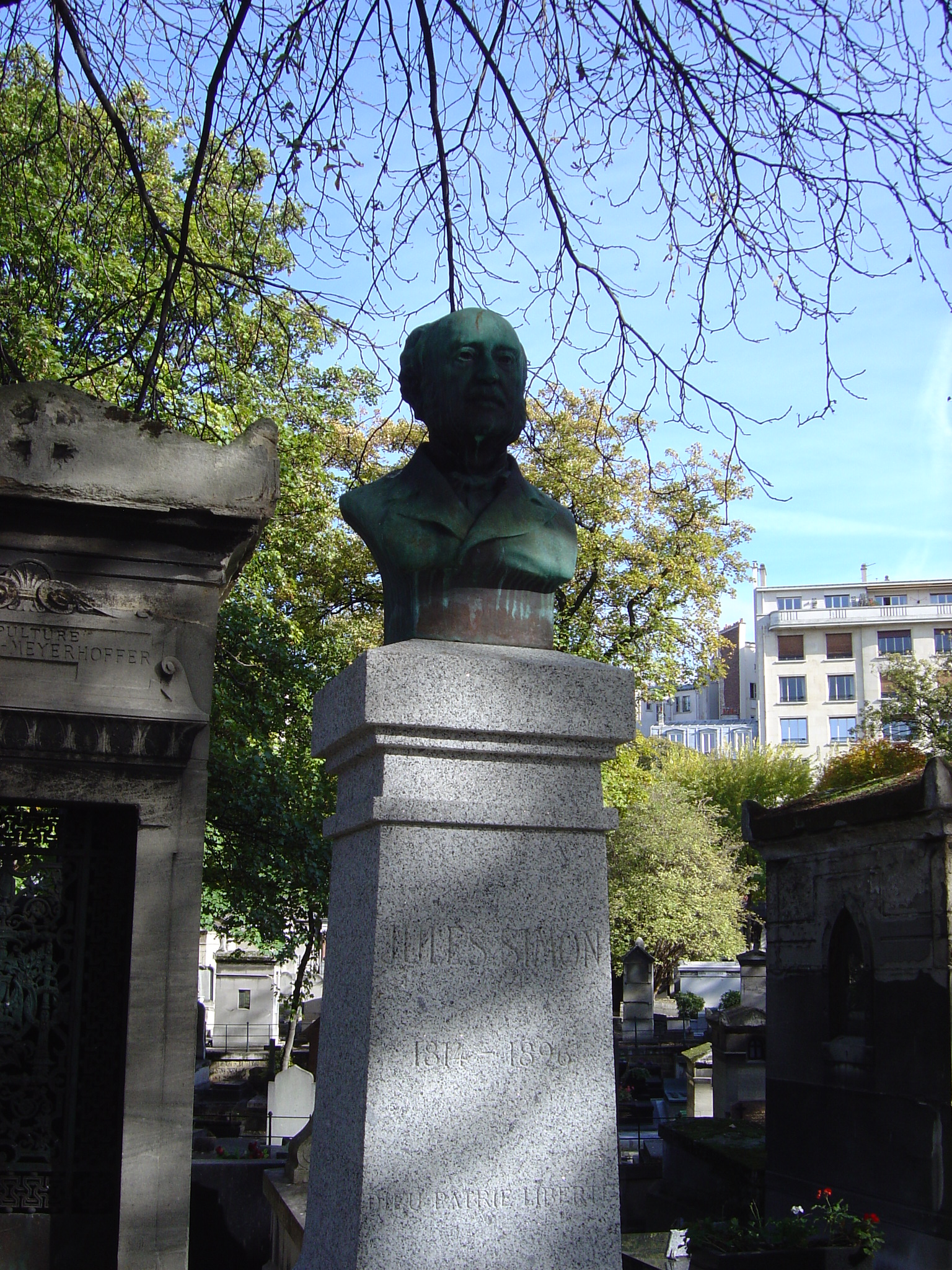
Tomba de Jules Simon en el cementiri de Montmartre, París.

El 8 de juny de 1896, va morir a l'edat de 82 anys a París, a causa d'una curta malaltia. Va ser enterrat en el cementiri de Montmartre.

## Homenatges pòstums
França compta amb nombrosos carrers anomenats en el seu honor: en Lorient, Rennes, Pont-L'Abbé, Crozon, París (districte XV), Boulogne-Billancourt, Tours, Sète...
L'institut on Jules Simon va cursar estudis secundaris en Vannes va adoptar el nom de Collège Jules Simon.

## Obra
- Étude sur la théodicée de Platon et d'Aristote (1840)
- Histoire critique de l'école d'Alexandrie (1844-1845)
- La Mort de Socrate (1853)
- Le Devoir (1854)
- La Religion naturelle (1856)
- La Liberté de conscience (1857)[1]
- La Liberté (1859)
- L'Ouvrière (1861)[1]
- L'École (1864)
- Le Travail (1866)
- L'Ouvrier de huit ans (1867)
- La Politique radicale (1868)
- La Pinta de mort (Buedeos, 1869)
- La Famille (Paris, 1869)
- Le Libre Échange (1870)
- La liberté politique (1871)
- Le Gouvernement de Thiers (1871)
- La Réforme de l'enseignement secondaire (1874)
- Souvenirs du 4 Septembre (1874)
- Dieu, Patrie, Liberté (1883)
- Une Académie sous le Directoire (1884)
- Thiers, Guizot, Rémusat (1885)
- Nos Hommes d'État (1887)
- Victor Cousin (1887)[1]
- Souviens-toi du 2 décembre (1889)
- La Femme au XXe siècle (1891)
- L'Affaire Nayl